# أسل نقطي
الأسَل النقطي (باللاتينية: Juncus punctorius) نوع نباتي ينتمي إلى جنس الأسل من الفصيلة الأسلية.

## البيئة والانتشار
موطنه معظم مناطق الوطن العربي حيث سجل في المشرق العربي والمغرب العربي ووادي النيل والجزيرة العربية، ويوجد أيضًا في جنوب أفريقيا.